# 青森市立栄山小学校
青森市立栄山小学校（あおもりしりつ さかえやましょうがっこう）はかつて青森県青森市大字細越にあった公立小学校。

## 沿革
- 1953年（昭和28年）9月1日 - 細越小学校と安田小学校が統合し、大野村立栄山小学校として発足。
- 1954年（昭和29年）
  - 5月3日 - 合併により、青森市立栄山小学校に改称。
  - 10月 - 校章制定。
- 1955年（昭和30年）
  - 4月 - 校旗樹立、校歌制定。
  - 5月20日 - 音楽室・昇降口増築。
- 1959年（昭和34年）11月20日 - 教室・職員室増築。
- 1975年（昭和50年）4月1日 - 泉川小学校開校により、学区変更。児童108名を泉川小学校に転籍。
- 1977年（昭和52年）9月24日 - 創立100周年記念式典挙行。
- 1982年（昭和57年）9月20日 - 校地、遺跡発掘調査開始。
- 1983年（昭和58年）11月17日 - 学校新築敷地整備工事開始。
- 1985年（昭和60年）3月22日 - 新校舎竣工。
- 1986年（昭和61年）12月20日 - 体育館竣工。
- 1988年（昭和63年）11月4日 - 校庭整備完了。
- 2012年（平成24年）3月31日 - 泉川小学校へ統合のため閉校[1][2]。

## 学区
細越、安田（字稲森の一部、字若松の一部）

## 参考資料
- 『新青森市史 別編教育（別巻） 年表・学校沿革』（青森市・2000年3月発行）「学校沿革 （一）小学校」170頁「栄山小学校」